# Pag-ibig o Kapalaran
Pag-ibig o Kapalaran é uma telenovela filipina produzida e exibida pela ABS-CBN, cuja transmissão ocorreu em 1988.